# Bauhinia rubro-villosa
Bauhinia rubro-villosa är en ärtväxtart som beskrevs av Kai Larsen och Supee Saksuwan Larsen. Bauhinia rubro-villosa ingår i släktet Bauhinia och familjen ärtväxter. Inga underarter finns listade i Catalogue of Life.